# پوبدا (شرکت هواپیمایی)
پوبدا (به انگلیسی: Pobeda) یک شرکت هواپیمایی با کد یاتا DP است که در ۱۶ سپتامبر ۲۰۱۴ میلادی تأسیس شده و در ۱ دسامبر ۲۰۱۴ فعالیتش را آغاز کرده‌است. دفتر مرکزی پوبدا در مسکو، روسیه واقع شده‌است و به ۱۲ مقصد، پرواز انجام می‌دهد.

## مقصدهای پروازی
مقاصد پروازی پابیدا به شرح زیر است (بنا بر داده‌های نوامبر ۲۰۱۵ میلادی):

### بین‌المللی

#### اروپا
آلمان
- کلن/بن - فرودگاه کلن بن[۲][۳]
- ممینگن - فرودگاه ممینگن[۴]

ایتالیا
- برگامو / میلان - فرودگاه اوریو آل سریو[۵]

مونته‌نگرو
- تیوات - فرودگاه تیوات فصلی

اسلواکی
- براتیسلاوا - فرودگاه‌ام. آر. استفانیک[۶]

اسپانیا
- خیرونا - فرودگاه جیرونا-کاستا براوا[۷]

قبرس
- لارناکا - فرودگاه بین‌المللی لارناکا فصلی
- پافوس - فرودگاه بین‌المللی پافوس فصلی

### داخلی
باشقیرستان
- اوفا - فرودگاه بین‌المللی اوفا

استان بیلگاراد
- بلگورود - فرودگاه بلگورود

چواشستان
- چاباق‌سر - فرودگاه چبوکساری

داغستان
- مخاچ‌قلعه - فرودگاه اویتاش

اینگوشتیا
- ماگاس - فرودگاه مگس

کاباردینو-بالکاریا
- نعلچیک - فرودگاه نالچیک

استان کیروف
- کیروف - فرودگاه کیروف پوبدیلوف

سرزمین کراسنودار
- آناپا - فرودگاه آناپا شهر کانونی
- گلن دژیک - فرودگاه گلن دژیک
- کراسنودار - فرودگاه پاشکوفسکی
- سوچی - فرودگاه بین‌المللی سوچی شهر کانونی

مسکو
- فرودگاه بین‌المللی ونوکووا قطب

اوستیای شمالی-آلانیا
- ولادی‌قفقاز - فرودگاه بسلان

استان نووسیبیرسک
- نووسیبیرسک - فرودگاه تولمچوا

سرزمین پرم
- پرم - فرودگاه بولشویه ساوینو

استان روستوف
- روستوف-نا-دونو - فرودگاه روستوف-نا-دونو[۸]

سن پترزبورگ
- فرودگاه پالکوو شهر کانونی

استان سوردلوفسک
- یکاترینبورگ - فرودگاه کولتسوو

استان تیومن
- تیومن - فرودگاه بین‌المللی رسچینو
- خانتی-مانسی
  - نیژنوارتوفسک - فرودگاه نیژنوارتوفسک
  - سورگوت - فرودگاه بین‌المللی سورگوت

استان ولگوگراد
- ولگوگراد - فرودگاه بین‌المللی ولگاگراد